# Trude Roesler
Gertrud Hulda Johanne „Trude“ Roesler (* 9. November 1909 in Witten; † 12. November 1976 in Essen) war eine deutsche Opernsängerin (Alt und Mezzosopran).

## Leben
Gertrud Roesler, privat und beruflich bekannt unter dem Namen Trude Roesler, wurde im Jahr 1909 als Tochter einer über mehrere Generationen tätigen Glasbläserfamilie, die wegen der dort aufstrebenden Glasindustrie in den 1880er Jahren aus Pommern nach Witten umgesiedelt war, geboren. Ihr Vater Julius Johann Ludwig Roesler war in der Gebr. Müllensiefen, Glasfabrik Crengeldanz, beschäftigt und starb am 14. September 1915 als Soldat im Ersten Weltkrieg, als Trude Roesler 5 Jahre alt war. Ihre Mutter war Lina Ida Antonie geborene Dittmar. Neben einem zu ihrer Geburt mit knapp drei Jahren bereits verstorbenen Bruder hatte Trude Roesler noch eine Schwester, Else Roesler, die als Kontoristin arbeitete.
Im Alter von 18 Jahren besuchte Trude Roesler das Konservatorium und Musikseminar in Berlin. Ihre weitere Ausbildung absolvierte sie in Bochum am Konservatorium von Rudolf Hoffmann. In ihrer Heimatstadt Witten veranstaltete Trude Roesler ihren ersten Liederabend. Im Weiteren wurde sie zunächst für besondere Veranstaltungen verschiedener Männergesangsvereine als Solistin verpflichtet und bei besonderen Kirchenkonzerten der evangelischen Kirche eingesetzt. Ihre erste Konzert-Tournee führte sie 1934/35 in verschiedene Gemeinden im Sauerland (u. a. Werdohl und Plettenberg).
1937 legte Trude Roesler die Prüfung für den Bühnenberuf in Köln ab. Kurze Zeit später empfahl sie der Dortmunder Gesangslehrer Kurt Finkgarden, der sie im Hoffmannschen Konservatorium unterrichtet hatte, an das Stadttheater in Dortmund. Nach zwei Jahren wechselte Trude Roesler zur Spielzeit 1939/40 an das Stadttheater Bielefeld, hier trat sie unter ihrem bürgerlichen Namen Gertrud Roesler auf. Im Sommer 1943 wechselte sie schließlich an das Stadttheater in Essen, wo sie im Jahr 1967 auch ihre Karriere beendete.
Einige ihrer Rollen waren die Azucena in Troubadour (Giuseppe Verdi), Marcellina in Figaros Hochzeit (Wolfgang Amadeus Mozart) und Magdalene in Die Meistersinger von Nürnberg (Richard Wagner).
1952 trat Trude Roesler bei den Richard-Wagner-Festspielen Bayreuth in Die Walküre als Rossweiße auf.
1953 war sie als Gräfin Geschwitz an der deutschen Erstaufführung der Oper Lulu von Alban Berg in Essen beteiligt.
Für den Westdeutschen Rundfunk wirkte Trude Roesler an der Aufzeichnung mehrerer Rundfunkkonzerte mit, die teilweise als CD veröffentlicht wurden.
Trude Roesler war zunächst mit dem Musiker Friedrich Joachim Behrens und später mit Otto Simroth, der am Stadttheater in Essen als Chorleiter tätig war, verheiratet.

## Weitere Konzerte und Radioaufnahmen (Auswahl)
(Quelle: Großes Sängerlexikon)
- 1939: Aida (Giuseppe Verdi) - Amneris (Stadttheater Bielefeld)
- 1955: Tristan und Isolde (Richard Wagner) - Brangäne (Königliches Theater Lüttich)
- 1958: Die verkaufte Braut (Bedřich Smetana) - Ludmila (Aufnahme im Funkhaus WDR Köln)

## Diskografie (Auswahl)
(Quelle: DNB)
- Der Barbier von Bagdad, Oper von Peter Cornelius, Aufnahme vom 19.12.1951, Dirigent Joseph Keilberth, Kölner Rundfunk-Sinfonie-Orchester
- Die Walküre, Oper von Richard Wagner, Live-Aufnahme von den Richard-Wagner-Festspielen in Bayreuth vom 12.08.1952, Dirigent Joseph Keilberth, Orchester der Bayreuther Festspiele
- Macbeth, Oper von Giuseppe Verdi, Aufnahme vom 12.09.1954 in Köln, Chor und Orchester des Westdeutschen Rundfunks Köln. Richard Kraus, Dirigent